# Huy, Harz
Huy (phát âm tiếng Đức: [ˈhyː]) là một đô thị ở huyện Harz, trong bang Sachsen-Anhalt, Đức. Đô thị Athenstedt có diện tích 167,28 km².
Các khu vực dân cư ở Huy:
- Aderstedt
- Anderbeck
- Badersleben
- Dedeleben
- Dingelstedt
- Eilenstedt
- Eilsdorf
- Neinstedt
- Pabstorf
- Schlanstedt
- Vogelsdorf